# Spirostylis crassipes
Spirostylis crassipes là một loài thực vật có hoa trong họ Loranthaceae. Loài này được (Oliv.) Tiegh. miêu tả khoa học đầu tiên năm 1895.